# Granoro
Il Pastificio Attilio Mastromauro - Pasta Granoro s.r.l. è un'azienda alimentare italiana specializzata nella produzione di pasta e sughi pronti, fondata nel 1967 a Corato da Attilio Mastromauro, morto il 16 giugno 2015.

## Storia

### Origini

#### Attilio Mastromauro
Il Pastificio Attilio Mastromauro - Granoro s.r.l. viene fondato nel 1967 da Attilio Mastromauro, discendente da una famiglia di industriali pastai, il cui primo pastificio risale al 1930, e da sua moglie Chiara. L'azienda produce pasta secca di semola di grano duro.
A partire dal 1970 gli impianti del pastificio subiscono una serie di rinnovamenti tecnologici.

#### Marina e Daniela Mastromauro
Nel 1980 entrano nell'azienda di famiglia Marina e Daniela Mastromauro, figlie di Attilio e Chiara, con responsabilità dirette nel campo del marketing e delle tecniche manageriali di gestione. Negli stessi anni '80 al core business della pasta viene associata la produzione di nuove linee che comprendono al loro interno una serie di prodotti diversi dalla pasta, ma sempre legati al "primo piatto".

### Il pastificio oggi
Oggi il pastificio si estende su un'area di 35.000 m² con una produzione giornaliera di circa 3.500 q di prodotto articolati in oltre 130 diversi formati.
Lo stabilimento comprende 10 linee di produzione in continuo per paste lunghe, paste corte, formati speciali di semola e all'uovo ed è dotato di un impianto automatico di confezionamento, imballaggio e stoccaggio.
L'azienda ha ottenuto varie certificazioni, tra cui:
- ISO 22000 (gestione per la sicurezza alimentare)
- ISO 14001 (Sistema di Gestione Ambientale)
- BRC (Global Standard for Food Safety)
- EMAS

## Prodotti
La principale produzione è la pasta secca di semola di grano duro.
Completano la linea di prodotti la pasta senza glutine con farina di quinoa; l'azienda inoltre produce salse di pomodori pelati, pomodorini, sughi pronti; ha una propria linea di biscotti.

## Sponsorizzazioni e partnership
Dalla stagione 2020-2021 (con accordo rinnovato per stagione calcistica 2022/2023) Granoro è main sponsor della SSC Bari, anche con la presenza del logo sulla divisa ufficiale della squadra pugliese.